# Prisopus horridus
Prisopus horridus är en insektsart som först beskrevs av Gray, G.R. 1835.  Prisopus horridus ingår i släktet Prisopus och familjen Prisopodidae. Inga underarter finns listade i Catalogue of Life.